# Собчик, Людмила Николаевна
Лю́дмила Никола́евна Со́бчик (род. 24 декабря 1930) — советский и российский психолог, доктор психологических наук, ведущий специалист в области психодиагностики и психологии индивидуальности. Занимает следующие должности:
- До 2013 г. главный научный сотрудник ГНЦССП им. В. П. Сербского[1][2][3][4],
- научный руководитель Института прикладной психологии Собчик[2][3][4],
- член-корреспондент Международной академии информатизации[2],
- действительный член Московской психотерапевтической академии[3][4],
- почётный профессор Межрегионального объединения психологов, социологов и врачей[1][3][4],
- научный редактор «Московского психологического журнала»[2].

В своей кандидатской диссертации, защищённой в 1970 году, Л. Н. Собчик одна из первых в России продемонстрировала опыт применения психодиагностики. В частности ею была создана полная версия диагностического опросника MMPI. В связи со значительными модификациями методика получила новое наименование — СМИЛ.
Докторскую диссертацию защитила на кафедре психологии личности МГУ по монографии «Психология индивидуальности. Теория и практика психодиагностики».

## Научная деятельность
Л. Н. Собчик известна разработкой ряда оригинальных методик психодиагностики, а также адаптацией и модификацией к российским условиям ряда зарубежных личностных опросников и тестовых методик. Ею создана теория личности, основные положения которой: свойства личности уходят корнями в генетическую предиспозицию и формируются в процессе взаимодействия врожденных особенностей и влияния социального окружения. Непосредственное поведение в основном обусловлено характером, но целенаправленные поступки побуждаются и контролируются самосознанием. Типология индивидуально-личностных свойств обусловлена разнонаправленными тенденциями, взаимно уравновешивающими друг друга у сбалансированной личности и нарушенного равновесия в состоянии дезадаптации или у акцентуированной личности.(Какой МАСШТАБ и ГЛУБИНА! Вот курс, который должен читаться в университетах! Вадим Петровский, чл.корр. РАН)
По алгоритмам Л. Н. Собчик разработаны компьютерные версии ко всем психодиагностическим тестам, которые приведены в её публикациях. Программы лицензированы и получили широкое распространение в сфере управления кадрами, в профориентации и психологическом консультировании.

### Признание
Генерал Марьин М. И. подтвердил своим указом обязательное применение теста СМИЛ психологами МВД (Приказ МВД РФ от 19 мая 2009 г. № 386 «О порядке отбора граждан на службу (работу) в органы внутренних дел Российской Федерации»)[прояснить]. 
Лауреат конкурса «Золотая Психея» в номинации «Личность года в российской психологии», 2011 г.
В 2023 году решением Большого жюри присвоено почётное звание «Патриарх российский психологии».

### Научные труды
На данное время является автором более 140 публикаций, затрагивающих темы типологии личностных свойств и методологии изучения личности. В их числе находятся 15 методических руководств и практических пособий, 8 монографий.
- Л. Н. Собчик. Индивидуально-типологический опросник. Практическое руководство к традиционному и компьютерному вариантам теста. — Боргес, 2010. — 60 с. — ISBN 978-5-91482-017-3.
- Л. Н. Собчик. Диагностика межличностных отношений. Практическое руководство к традиционному и компьютерному вариантам теста. — Боргес, 2010. — 52 с. — ISBN 978-5-91482-008-1.
- Л. Н. Собчик. Метод цветовых выборов — модификация восьмицветового теста Люшера. — Речь, 2010. — 132 с. — ISBN 5-9268-0448-5.

- Л. Н. Собчик. Метод портретных выборов — адаптированный тест Сонди. — Речь, 2010. — 176 с. — ISBN 5-9268-0092-7.
- Л. Н. Собчик. Управление персоналом и психодиагностика. — Боргес, 2010. — 186 с. — ISBN 978-5-91482-011-1.
- Л. Н. Собчик. Я и ты, Мы и Они. Психолог о характере, о любви, о семье о детях. — Боргес, 2010. — 214 с. — ISBN 978-5-91482-020-3.
- Л. Н. Собчик. Стандартизированный многофакторный метод исследования личности (СМИЛ). Практическое руководство к традиционному и компьютерному вариантам теста. — Боргес, 2009. — 256 с. — ISBN 978-5-91482-006-7.
- Л. Н. Собчик. Метод цветовых выборов (МЦВ). Практическое руководство к традиционному и компьютерному вариантам теста. — Боргес, 2009. — 102 с. — ISBN 978-5-91482-013-5.
- Л. Н. Собчик. Интеллектуальные тесты Айзенка-Горбова. — Боргес, 2009. — 76 с. — ISBN 978-5-91482-015-9.
- Л. Н. Собчик. Психодиагностика в медицине. — Боргес, 2007. — 416 с. — ISBN 978-5-91482-001-2.
- Л. Н. Собчик. Рисованный апперцептивный тест РАТ. — Речь, 2007. — 32 с. — ISBN 5-9268-0096-X.
- Л. Н. Собчик. Диагностика индивидуально-типологических свойств и межличностных отношений. — Речь, 2003. — 96 с. — ISBN 5-9268-0074-9.
- Л. Н. Собчик. Мотивационный тест Хекхаузена. Практическое руководство. — Речь, 2002. — 16 с. — ISBN 5-9268-0110-9.
- Л. Н. Собчик. Психодиагностика в профориентации и кадровом отборе. — Речь, 2002. — 72 с. — ISBN 5-9268-0111-7.
- Л. Н. Собчик. Вербальный фрустрационный тест. — Речь, 2002. — 26 с. — ISBN 5-9268-0097-8.
- Л. Н. Собчик. Культурно-свободный тест интеллекта по Кеттеллу. — Речь, 2002. — 24 с. — ISBN 5-9268-0149-4.
- Л. Н. Собчик. Диагностика психологической совместимости. Еще раз про любовь. — Речь, 2002. — 80 с. — ISBN 5-9268-0123-0.

- Л. Н. Собчик. Метод сравнения парных таблиц. — Речь, 2002. — 38 с. — ISBN 5-9268-0150-8.
- Л. Н. Собчик. Введение в психологию индивидуальности. — ИПП-ИСП, 2000. — 512 с. — ISBN 5-93777-001-3.
- Под редакцией Л. Н. Собчик. Методика «Классификация предметов». — Речь, 2011. — 10 с. — ISBN 978-5-9268-1020-9.
- Под редакцией Л. Н. Собчик. Методика «Исключение предметов». — Речь, 2011. — 10 с. — ISBN 978-5-9268-1021-6.
- Л. Н. Собчик. Психология индивидуальности. — Речь, 2018. 479 с. — ISBN 978-5-9268-2580-7
- Л. Н. Собчик. СМИЛ-Стандартизированное многофакторное исследование личности. Речь, 2020. 191 с. ISBN 978-5-9268-3477-9
- Теория и практика психологии индивидуальности Л. Н. Собчик. Психологический журнал РАН № 6 (43) 2022 г.

В случаях неоднократных переизданий книги указано последнее издание.

## Награды
В 2013 году награждена медалью «За содружество во имя спасения» МЧС РФ.
В 2023 г. на саммите, организованным сообществом психологов «Золотая психея» (Психологическая газета) Л. Н. Собчик номинирована как «Патриарх отечественной психологии».